# Incredipede
 Incredipede  est un jeu vidéo de réflexion édité par Northway Games et sorti le 25 octobre 2012.

## Système de jeu

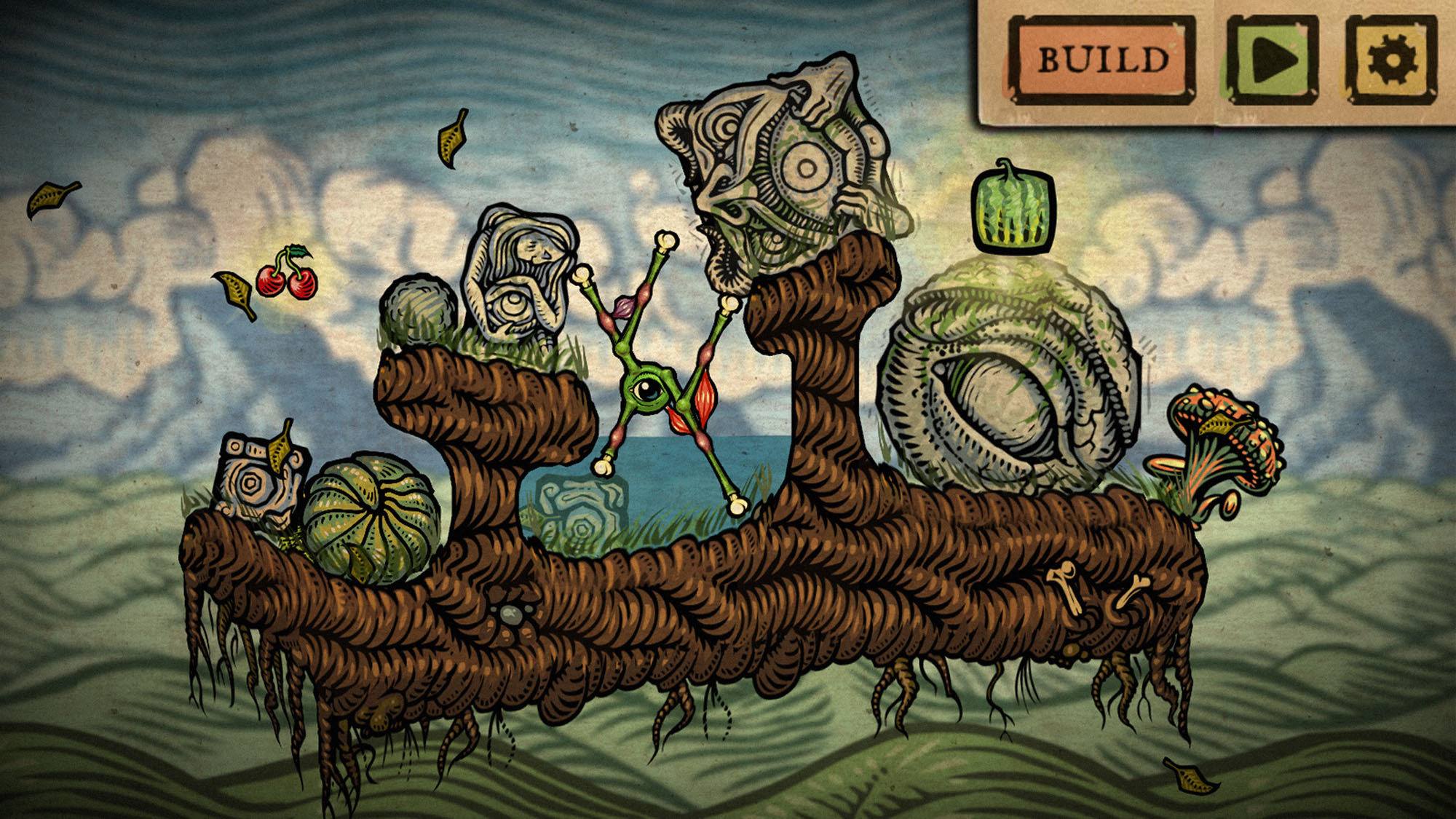
Capture d'écran du gameplay de Incredipede.

Le gameplay de Incredipede se concentre sur les capacités de désarticulation de Quozzle, un jeune Incredipede, afin de terminer les différents niveaux,. Après progression du jeu, de nouveaux éléments font leur apparition tels que la lave, l'eau ou le vent.

## Développement
Incredipede est développé par Colin Northway après qu'il a visité différents pays en compagnie de son épouse, Sarah. En lisant l'article de Wikipédia sur la famille des Salticidae, il est impressionné par l’image utilisée en illustration, et finit par rencontrer son auteur, Thomas Shahan, qui deviendra plus tard l'artiste pour le jeu vidéo Incredipede.
Incredipede a été soumis à la rubrique Steam Greenlight. Mais Colin Northway estime que si Greenlight n'existait pas, le jeu aurait été lancé sur Steam plus tôt. Le feu vert a été donné le 10 janvier 2013 après l'annonce comme finaliste de l'IGF 2013 dans la catégorie « Excellence In Visual Art ».
Incredipede a été inclus dans Humble Bundle pour PC et est compatible avec les tablettes 7 pouces Android.